# 犬山城之戰
犬山城之戰是織田信長消滅尾張國內部反對勢力織田信清的一場戰役。

## 背景
犬山城主織田信清兼備織田信長的堂兄弟和妹夫兩種身份，並且曾在浮野之戰時與織田信長聯手攻擊岩倉城的織田信賢，但是為了擴張勢力，織田信清因為跟樂田城主織田彈正左衛門不睦，悍然發兵攻陷樂田城，兼併織田彈正左衛門的領地，加上織田信長勢力膨脹引起織田信清忌恨，而織田信清重用奸臣，也出現領民跟織田信長投訴的情形，雙方正式交惡。

## 戰況
永祿8年（1564年）時，織田信長先進攻織田信清的於久地城，混戰中織田信長的小姓眾也加入先鋒突擊，在曲輪內數刻激戰，終拿下城池，但織田家臣岩室重休也陣亡此戰中。

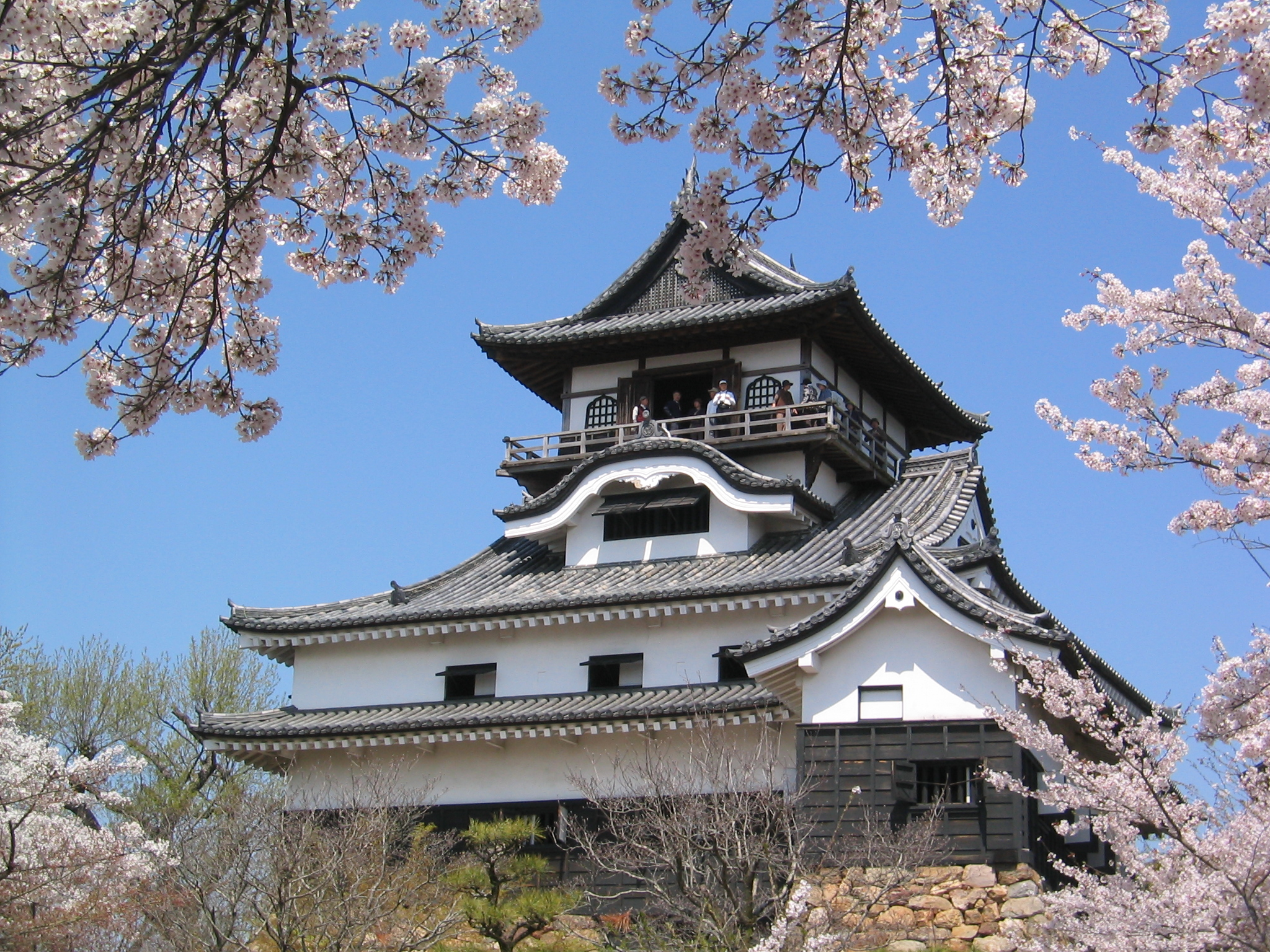
犬山城天守

織田信長隨後以佐久間信盛、森可成、柴田勝家擔任先鋒進攻犬山城，先在城池周遭的村落放火，佐久間信盛冒進攻城，反被織田信清突然開門出兵擊退，柴田勝家跟森可成急忙救援，織田信清自知兵少，迅速回城固防，柴田勝家後續勸降織田信清，但織田信清並不答允。
屬於犬山城一方的家老黑田城主和田定利及中嶋豊後守兩人被信長部將丹羽長秀策反，與織田信長內通。信長遂以他們兩人為嚮導直逼犬山城，丹羽長秀又燒毀犬山城外圍，然後建造十多重的防禦工事包圍，使犬山城淪為裸城，由丹羽長秀指揮對圍攻，在犬山城被圍城30日至50日後，織田信清見大勢已去遂遣散城兵棄城逃亡，犬山城為織田信長拿下,交由家臣柘植大炊助鎮守，織田信清奔往甲斐國透過一條信龍投靠武田信玄，並改名為「犬山哲齋」。